# جيشي
جيشي (بالإنجليزية: GeSHi)‏ هي مكتبة برمجية حرة، وهي اختصار لعبارة معلم الصيغ العام (بالإنجليزية: Generic Syntax Highlighter)‏. والبرنامج يسمح بتعليم الصيغ للكودات المصدرية للعديد من لغات الرقم والبرمجة. البرنامج مكتوب بلغة بي إتش بي ويتم إشراكه أو إضافته كبرنامج مساعد لعدد من تطبيقات الوب ذات الشعبية مثل دوكوويكي ومامبو وميدياويكي وبي أتش بي بي.بي وويكاويكي. وتستعمل ويكيبيديا جيشي كمعلم الصيغ الأساسي لها.

## وصلات خارجية
- جيشي على موقع Free Software Directory (الإنجليزية)
- الموقع الرسمي